# Jean Sévillia
Jean Sévillia (ur. 14 września 1952 w Paryżu) – francuski dziennikarz i pisarz katolicki. Autor prac biograficznych i esejów historycznych.
Związany z konserwatywną polityką prawicową. Pisze dla magazynu "Le Figaro" oraz pracuje w radio Radio Courtoisie. Ceniony za swój wkład intelektualny w myśl Kościoła katolickiego.